# Férfi 400 méteres gyorsúszás a 2013. évi nyári európai ifjúsági olimpiai fesztiválon
A 2013. évi nyári európai ifjúsági olimpiai fesztiválon az úszó versenyszámok közül a férfi 400 méteres gyorsúszás versenyeit július 17.-én rendezték Utrechtben.

## Rekordok
A versenyt megelőzően a következő rekordok voltak érvényben:
| EYOF rekord | Matthew Johnson (Nagy-Britannia) | 3:54.70 | Trabzon, Törökország | 2011 |

## Előfutamok
| H   | Név                     | Nemzet             | E       | Mj |
| --- | ----------------------- | ------------------ | ------- | -- |
| 1.  | Nicolas D'oriano        | Franciaország      | 4:00.64 | Q  |
| 2.  | Dimitrios Dimitriou     | Görögország        | 4:00.98 | Q  |
| 3.  | Andrea Manzi            | Olaszország        | 4:01.06 | Q  |
| 4.  | Hendrik Ulrich          | Németország        | 4:02.62 | Q  |
| 5.  | Ernest Maksumov         | Oroszország        | 4:02.94 | Q  |
| 6.  | Guillem Pujol Belmonte  | Spanyolország      | 4:03.09 | Q  |
| 7.  | Marc Hinnawi            | Izrael             | 4:03.14 | Q  |
| 8.  | Thomas Thijs            | Belgium            | 4:03.88 | Q  |
| 9.  | Bogdan Scarlat          | Románia            | 4:03.90 | T1 |
| 10. | Adam Staniszewski       | Lengyelország      | 4:04.20 | T2 |
| 11. | Marco Sidler            | Svájc              | 4:04.58 |    |
| 12. | Erik Arsland Gidskehaug | Norvégia           | 4:05.79 |    |
| 13. | Uladzislau Horbach      | Fehéroroszország   | 4:06.48 |    |
| 14. | Martin Simacek          | Csehország         | 4:07.12 |    |
| 15. | Suleman Butt            | Egyesült Királyság | 4:10.35 |    |
| 16. | Lukas Ambros            | Ausztria           | 4:10.58 |    |
| 17. | Blaz Demsar             | Szlovénia          | 4:10.66 |    |
| 18. | Arnor Stefansson        | Izland             | 4:10.88 |    |
| 19. | Morgan Berryman         | Írország           | 4:11.30 |    |
| 20. | Daniel Forndal          | Svédország         | 4:13.00 |    |
| 21. | Matas Lataitis          | Litvánia           | 4:14.99 |    |
| 22. | Sekul Sekulovic         | Szerbia            | 4:15.52 |    |
| 23. | Zaur Arkaniya           | Azerbajdzsán       | 4:19.30 |    |
| 24. | Hannes Vaere            | Finnország         | 4:21.36 |    |
| 25. | Mihhail Stseglov        | Észtország         | 4:23.61 |    |

## Döntő
| H     | Név                    | Nemzet        | E       | Mj |
| ----- | ---------------------- | ------------- | ------- | -- |
| Arany | Marc Hinnawi           | Izrael        | 3:57.73 |    |
| Ezüst | Ernest Maksumov        | Oroszország   | 3:58.44 |    |
| Bronz | Guillem Pujol Belmonte | Spanyolország | 3:58.53 |    |
| 4.    | Nicolas D'oriano       | Franciaország | 3:58.75 |    |
| 5.    | Andrea Manzi           | Olaszország   | 3:58.89 |    |
| 6.    | Hendrik Ulrich         | Németország   | 4:00.65 |    |
| 7.    | Thomas Thijs           | Belgium       | 4:00.92 |    |
| 8.    | Dimitrios Dimitriou    | Görögország   | 4:05.34 |    |